# Кулиш (деревня)
Кулиш (тат. Өч Нарат, Кулиш) — татарская деревня в Чунском районе Иркутской области в составе Весёловского сельского поселения. Население деревни ↘172 (2012) человек, двадцатый по численности Чунском районе.

## География
Расположена в 26 км южнее райцентра — посёлка Чунского. До ближайшей деревни Тарея — 3 км, возле деревни расположен опустевший поселок Озерный и ещё несколько урочищ.
Там есть много рек и ручьёв.

## Этимология
Татарское название деревни «Эч Нарат» (тат. Өч Нарат) — «Три сосны» — произошло от трех высоких сосен, росших в центре деревни.
Считается, что рядом протекал ключ, по имени которого и названа деревня.
Другая версия говорит, что в этом месте жил охотник Кулешов.

## История
Населённый пункт основан на месте участка Кулиш в 1912 года татарами из Уфимской губернии в ходе переселения в Сибирь малоземельных крестьян во время Столыпинской реформы.
Действовала мечеть, она представляла собой деревянный одноэтажный дом с двускатной крышей без минарета, на крыше имелась площадка для муэдзина.
В 1921 году открылась начальная школа, позже — неполная средняя.
В 1931 году образовался колхоз «Урняк».
В 1932 году открылась изба-читальня.

## Население
| 2002 | 2010 | 2011 | 2012 |
| ---- | ---- | ---- | ---- |
| 279  | ↘180 | ↘179 | ↘172 |

Население — преимущественно татары.

##### Люди, связанные с деревней
Долгие годы в деревне жила и работала учительницей Хаерниса Исаевна Сафина (1913—2002) — писательница, автор романа «Гульчира».

## Инфраструктура
Действуют школа на 40 учеников и этнографический Музей истории и быта татар-поселенцев.
В деревне две улицы — Совхозная и Молодёжная, 75 домохозяйств.

## Культура
С 2012 года действует Дом национальных культур (где расположен татарский этнографический музей), заменивший сельский досуговый центр. Музей истории и быта татар-поселенцев имеет в своих фондах изданный до революции Коран, наковальню, карты, ткацкий станок, предметы быта XIX века.
Ежегодно летом проходит Сабантуй для северных районов Иркутской области.

## Интересные факты
- Имена первопроходцев остались в названиях достопримечательностей Кулиша: Малик тау, Галим купере, Шаймардан купере, Галянур купере, Гусар буе, Гати буе[3].
- Недалеко от деревни есть яма, где раньше делали деготь она называлась — Гиляч чокыры.

- В повести татарского писателя Зиннура Хуснияра «Хуш, авылым» описывается жизнь первопоселенцев деревни Кулиш[12][13].